# Аметистовый короткохвостый скворец
Амети́стовый короткохво́стый скворе́ц (лат. Cinnyricinclus leucogaster) — певчая птица семейства скворцовых. Обитает в тропических лесах Африки южнее Сахары, в зимнее время мигрирует в более северные широты. Питается плодами и насекомыми, которых ловит в полёте. Гнездится в разное время в зависимости от региона. Гнездо строит преимущественно из зелёных листьев и навоза в расщелине дерева. Самка откладывает 2—4 бледно-голубых овальных яйца, которые насиживает в течение 12—14 дней. Птенцы остаются в гнезде 21 день, оба родителя ухаживают за ними и кормят их насекомыми.
Вид был формально описан Питером Боддертом в 1783 году. В 1840 году Рене Примевер Лессон выделил род короткохвостые скворцы (Cinnyricinclus), включающий три вида, однако в ходе многочисленных пересмотров классификации он стал монотипическим.

## Описание

### Общие характеристики
Длина тела аметистового короткохвостого скворца в среднем составляет 16 см, масса — 33—56 г.
Самцы выделяются ярким блестящим оперением аметистового цвета в верхней части тела, на голове и в верхней части груди, менее блестящим на крыльях, и таким же ярким белым оперением в нижней части груди, на брюхе и по бокам. В зависимости от освещения оперение может казаться чёрным или розовым. Морис Амслер (Maurice Amsler), в авиарии которого в 1935 году был зафиксирован первый случай размножения аметистового короткохвостого скворца в неволе, так описывал свои наблюдения за самцом: «Я всё чаще и чаще замечал прекрасные переливы с чёрного через коричневый до самого прекрасного аметистового [цвета], и, наконец, иногда оттенок, который я могу только описать как белый, — отражение, я полагаю, всего спектра» (англ. I have often and often noted the most wonderful iridescence from black through brown to the most wonderful amethyst, and finally, occasionally, a shade which I can only describe as white — a reflection, I suppose, of the whole spectrum).
Радужка глаза двухцветная с тёмным центром и жёлтым внешним кольцом. У молодых птиц радужка тёмно-коричневая, жёлтое кольцо развивается постепенно. Клюв и ноги чёрные, у молодых птиц — коричневые.

### Оперение
Вся верхняя часть самца, включая голову, хвост и верхние кроющие перья крыла, сверху окрашена в блестящий аметистовый цвет. Свежее оперение (вскоре после линьки) имеет сильный голубой оттенок, сама птица в это время демонстрирует сливовую окраску. Маховые перья, хоть и окрашены в аметистовый цвет, не такие яркие и блестящие, а в полёте выглядят как тёмно-коричневые. Подбородок, горло и верхняя часть груди также имеют блестящее аметистовое оперение, в то время как нижняя часть груди, брюхо, бока и подхвостье окрашены в насыщенный белый цвет. Яркий цвет оперения обусловлен уникальной для представителей семейства скворцовых структурой меланиновых гранул. Исследования перьев показали, что у аметистового короткохвостого скворца полые плоские меланосомы плотно уложены в шестиугольную структуру, что способствует разнообразию вариантов расцветки в зависимости от освещения (отражение происходит не только через воздух в пространстве между меланосомами, но и через воздух в самой меланосоме). Учёные обратили внимание, что из-за сильно закруглённых крючочков на бородках пера цвет оперения меняется постепенно, а не скачкообразно.
Самка сильно отличается от самца, у неё коричневая голова с тёмными прожилками на перьях, оперение спины, хвоста и боков тёмно-коричневое, кончики перьев чуть более светлые. Крылья также тёмно-коричневые, более светлые кончики характерны для второстепенных маховых и кроющих перьев. Кроющие перья под крылом рыжие, Крис Фир (Chris Feare) и Эдриан Крейг (Adrian Craig) уточняют, что в рыжий цвет окрашена полоса шириной 1—2 см на конце перьев. Подбородок, горло и оперение снизу белые с тёмными прожилками по центру пера, более широкими на груди. Молодые птицы похожи на самок, но рыжая полоса по краям перьев у них более широкая. В то время как самца аметистового короткохвостого скворца в силу его яркого оперения невозможно ни с кем перепутать, самка по своей окраске напоминает многих других птиц, в том числе дроздов. Её отличает комбинация коричневого с прожилками оперения спины, белого оперения подхвостья и желтоватой радужки. Как самцы, так и самки обладают неглубоким разрезом на хвосте.

Вариации расцветки самок и самцов при разном освещении
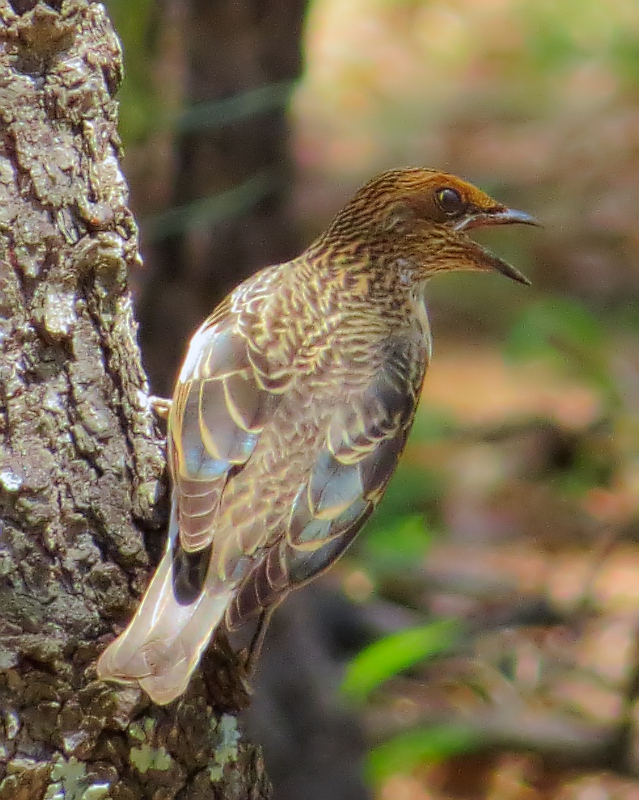
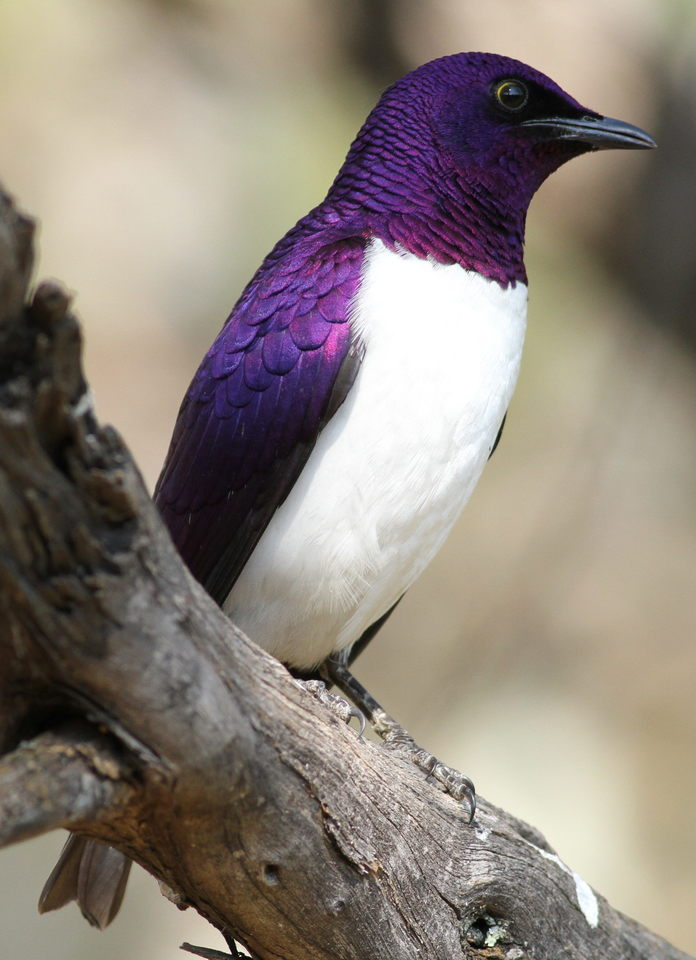
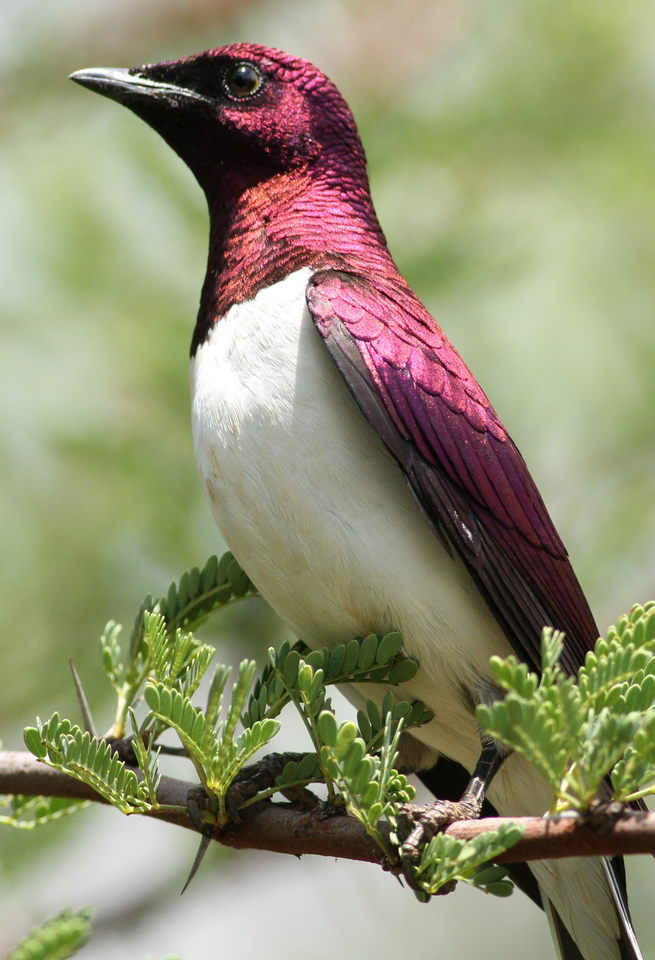
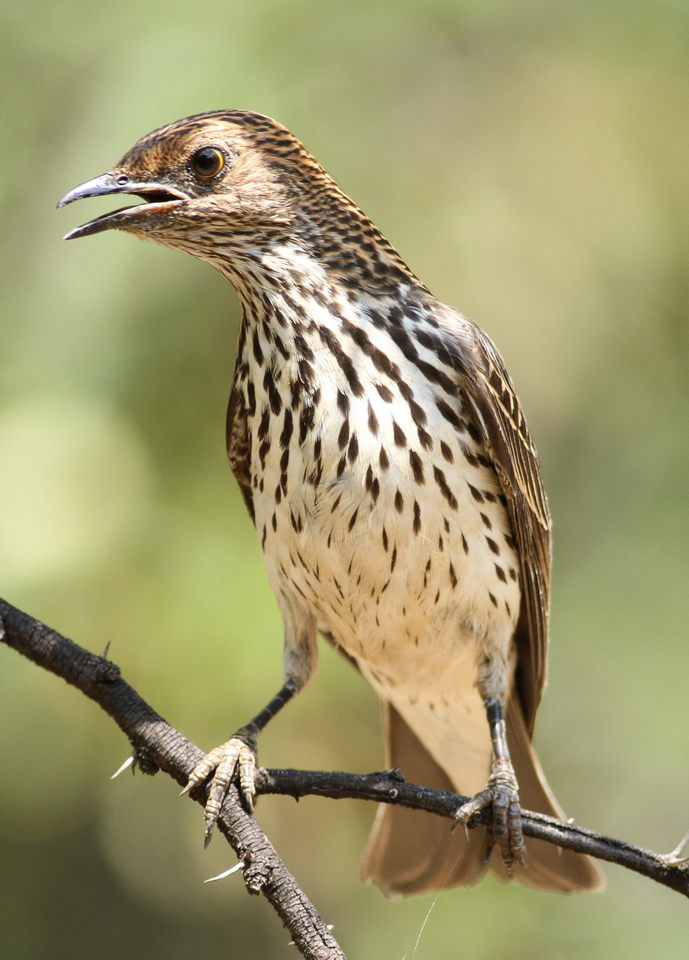

### Линька
Первая полная линька аметистового короткохвостого скворца происходит в возрасте 13—14 месяцев; именно в это время самец приобретает взрослую расцветку. Во время предшествующей ей неполной линьки молодняка не происходит смены большинства полётных перьев. У взрослых птиц в первую очередь меняются перья крыльев и хвоста, и лишь после этого — оперение тела. Замена второстепенных маховых перьев начинается во время процесса смены первостепенных маховых перьев, при этом замена пятого и шестого второстепенных маховых перьев происходит уже после окончания смены первостепенных.
Обычно линька продолжается 90—120 дней, но может прерываться на миграцию. Таким образом, возможны вариации, когда линька полностью проходит в местах гнездования, прерывается на миграцию или начинается после осеннего перелёта. В южных регионах Африки линька крыльев обычно приходится на декабрь — май. В Анголе птицы линяют в апреле — после весенней миграции, но до начала размножения. В ЮАР птицы сначала осуществляют размножение, затем начинают линьку, затем мигрируют в марте или апреле и лишь по окончании миграции завершают линьку. На самых ранних этапах линьки происходит миграция птиц в Малави и Замбии. В Зимбабве птицы обычно заканчивают линьку до начала миграции в мае.

### Подвиды
Различают три подвида аметистового короткохвостого скворца: северный Cinnyricinclus leucogaster verreauxi крупнее южного Cinnyricinclus leucogaster leucogaster, с белой верхней стороной внешних рулевых перьев, а Cinnyricinclus leucogaster arabicus имеет схожую с остальными подвидами окраску оперения самцов и почти однотонное коричневое оперение самок, которое достигается почти полным отсутствием бледных кончиков у перьев. Одно время северный и южный подвиды считали разными видами.
У C. l. verreauxi масса самца составляет 39—50 г, самки — 39—56 г. Длина крыла у самца и самки составляет 104—112 мм и 95—105 мм соответственно, хвоста — 61—66 мм и 54—60 мм, клюва — 17,0—19,5 мм и 17,0—18,6 мм, цевки — 21,5—23,7 мм и 21,4—23,0 мм. Для подвида C. l. arabicus описавшие его в 1942 году Клод Генри Бакстер Грант и Сирил Уинтроп Макворт-Прейд на основании 30 экземпляров привели следующие средние характеристики: длина крыла — 106 мм, длина хвоста — 64 мм, клюва — 19 мм, цевки — 23 мм.

### Вокализация
Основной песней аметистового короткохвостого скворца является сложная композиция из 9—15 колен разной длины, протяжных или коротких. Самцы часто поют около гнезда, во время насиживания самками яиц или ухаживания за птенцами. В отличие от остальных «блестящих» скворцов, в том числе представителей рода блестящие скворцы (Lamprotornis), контактные позывки представляют собой тихий продолжительный свист или звонкий крик. Песни аметистового короткохвостого скворца по некоторым наблюдениям напоминают вокализацию гигантской ласточки (Cecropis senegalensis), когда за короткими вступительными фразами следует носовой протяжный свист «tipee-tipee-teeeuu».
Самки в неволе могут петь песни, в том числе имитируя свист и позывки других птиц в авиарии. Самцы при этом издают лишь стандартные короткие позывки.

## Распространение

### Ареал и среда обитания

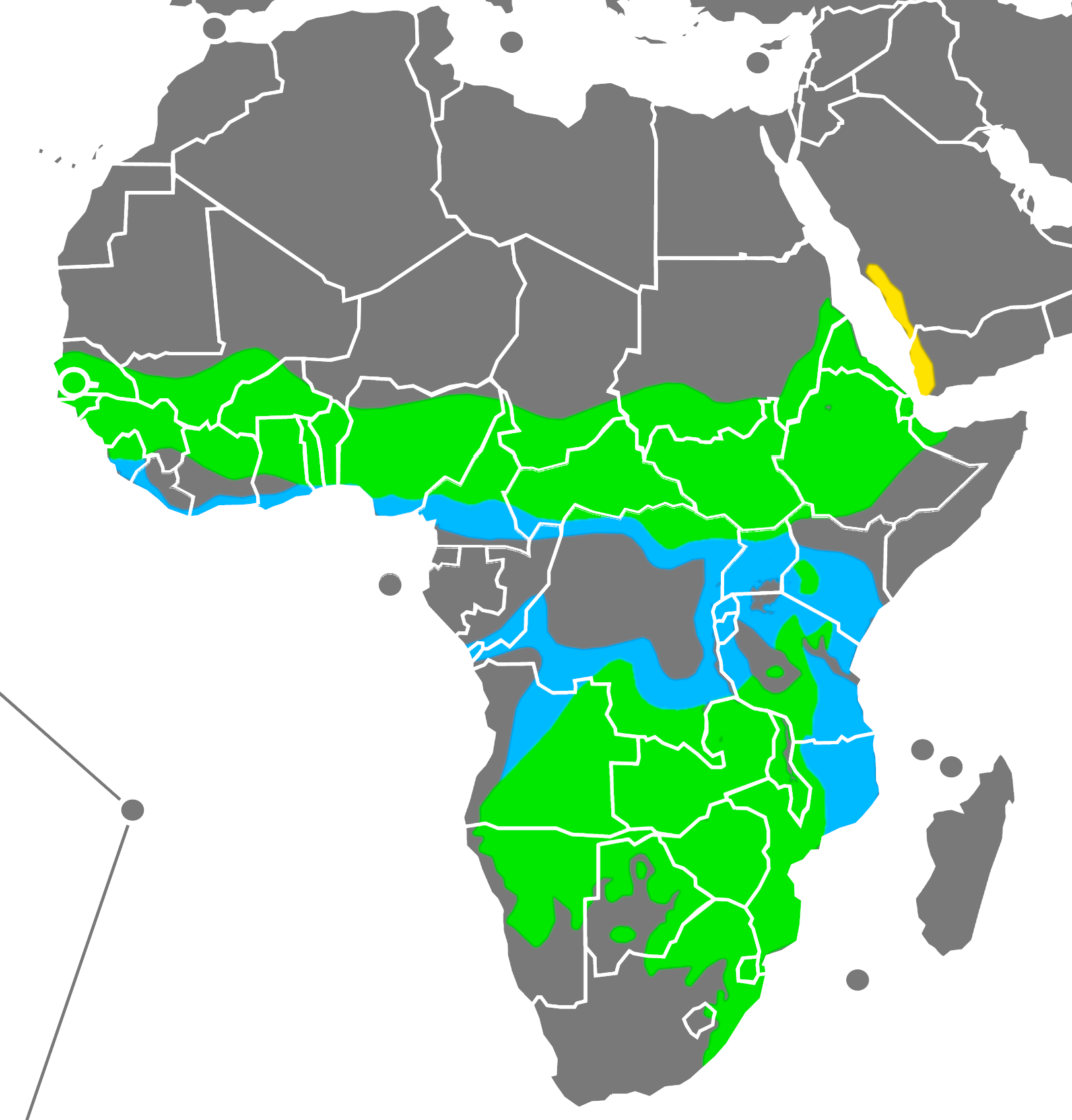
Ареал

Аметистовый короткохвостый скворец широко распространён в Африке к югу от Сахары, а также в юго-западной части Аравийского полуострова. Ареал не включает лесные массивы в бассейне реки Заир и засушливые регионы на крайнем юге и западе континента. Общая площадь непосредственного ареала (англ. extent of occurence) составляет 23 600 000 км². К северу от экватора гнездование аметистового короткохвостого скворца, возможно, отмечалось в Сомали. В остальных странах — Судане, Эфиопии и Эритрее — никогда не отмечали гнездящихся птиц. Отмеченные в этом регионе особи, возможно, прибыли с южных или западных районов Африки либо с Аравийского полуострова. Некоторые птицы достигали южных районов Израиля.
Международный союз охраны природы относит аметистового короткохвостого скворца к видам, вызывающим наименьшие опасения (LC). Численность птиц в национальном парке Крюгер в ЮАР, где птицы обитают в летние месяцы, оценивается в 32 тысячи особей, в центральных и южных районах Мозамбика — минимум 20 тысяч особей.
Аметистовый короткохвостый скворец селится в лесах, в том числе на берегу рек, может встречаться около вырубок, в сельскохозяйственных районах или на опушке леса. В Малави птицы поднимаются на высоту до 2200 м, а в Кении — до 3000 м над уровнем моря. Регулярные отметки в Эфиопии на высоте 3000 м были сделаны в 1874 году. Международный союз охраны природы указывает верхний предел 2500 м.
Номинативный подвид C. l. leucogaster распространён в регионе к югу от Сахары и к северу от экватора, его ареал включает территорию от восточных районов Сенегала до Южного Судана, северных районов ДР Конго и Уганды, центральных и восточных районов Эфиопии. За пределами сезона размножения представители этого подвида встречаются в Габоне, Конго, на севере ДР Конго, достигают южных районов Кении.
Подвид C. l. verreauxi обитает в регионе от южных районов ДР Конго и Анголы до центральных районов Намибии, а также от южных районов Кении и западных районов Танзании до южных районов Ботсваны, северо-восточных районов ЮАР, Эсватини и Мозамбика. За пределами сезона размножения представители этого подвида распространены более широко.
Подвид C. l. arabicus распространён на юго-западе Аравийского полуострова у подножия гор. Ареал этого подвида включает территорию от юго-западных районов Саудовской Аравии до западных районов Йемена, возможно, птицы также встречаются в Эритрее, Джибути, на севере Эфиопии, на востоке Судана и на северо-западе Сомали.

Подвиды
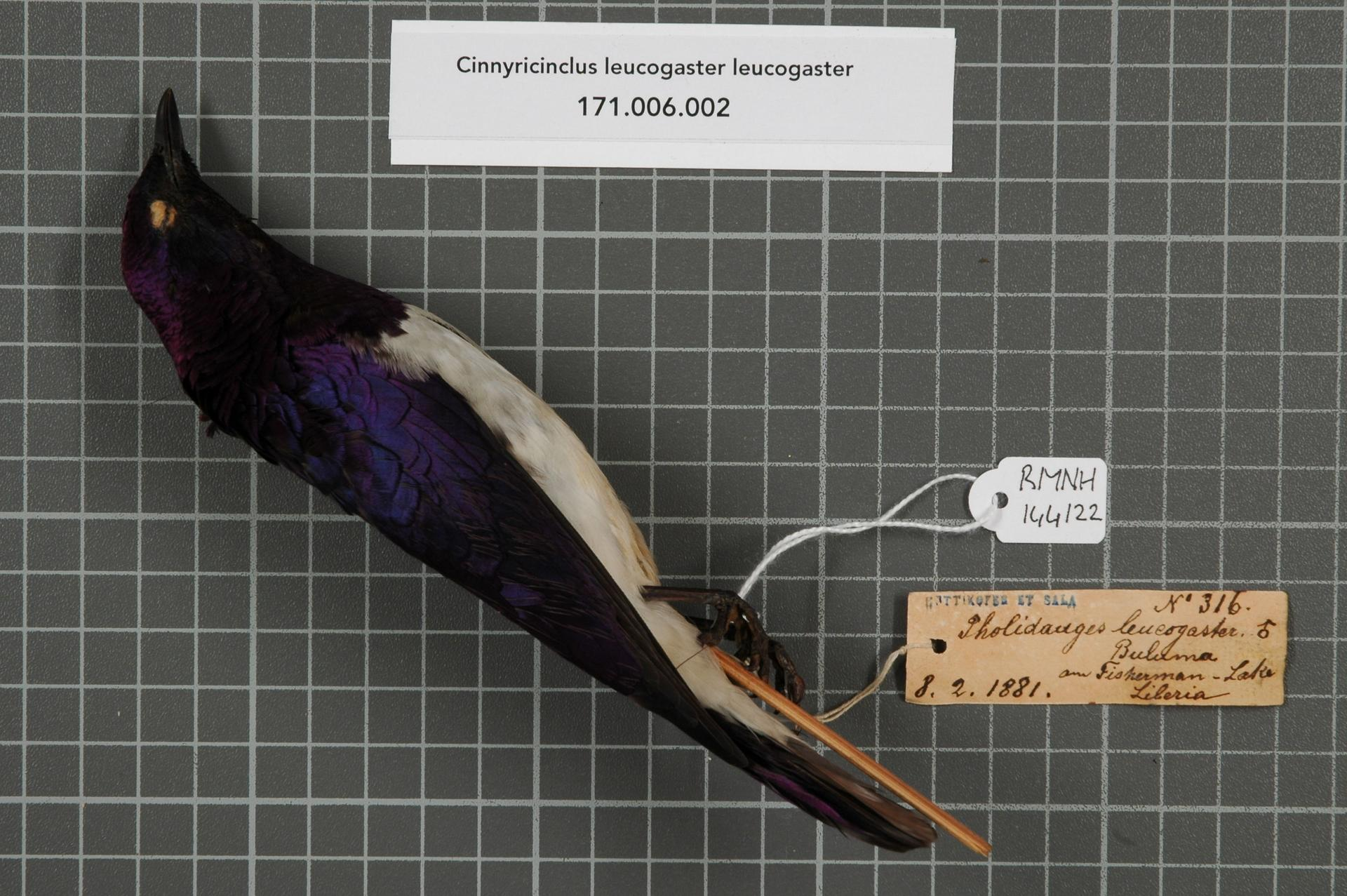
C. l. leucogaster
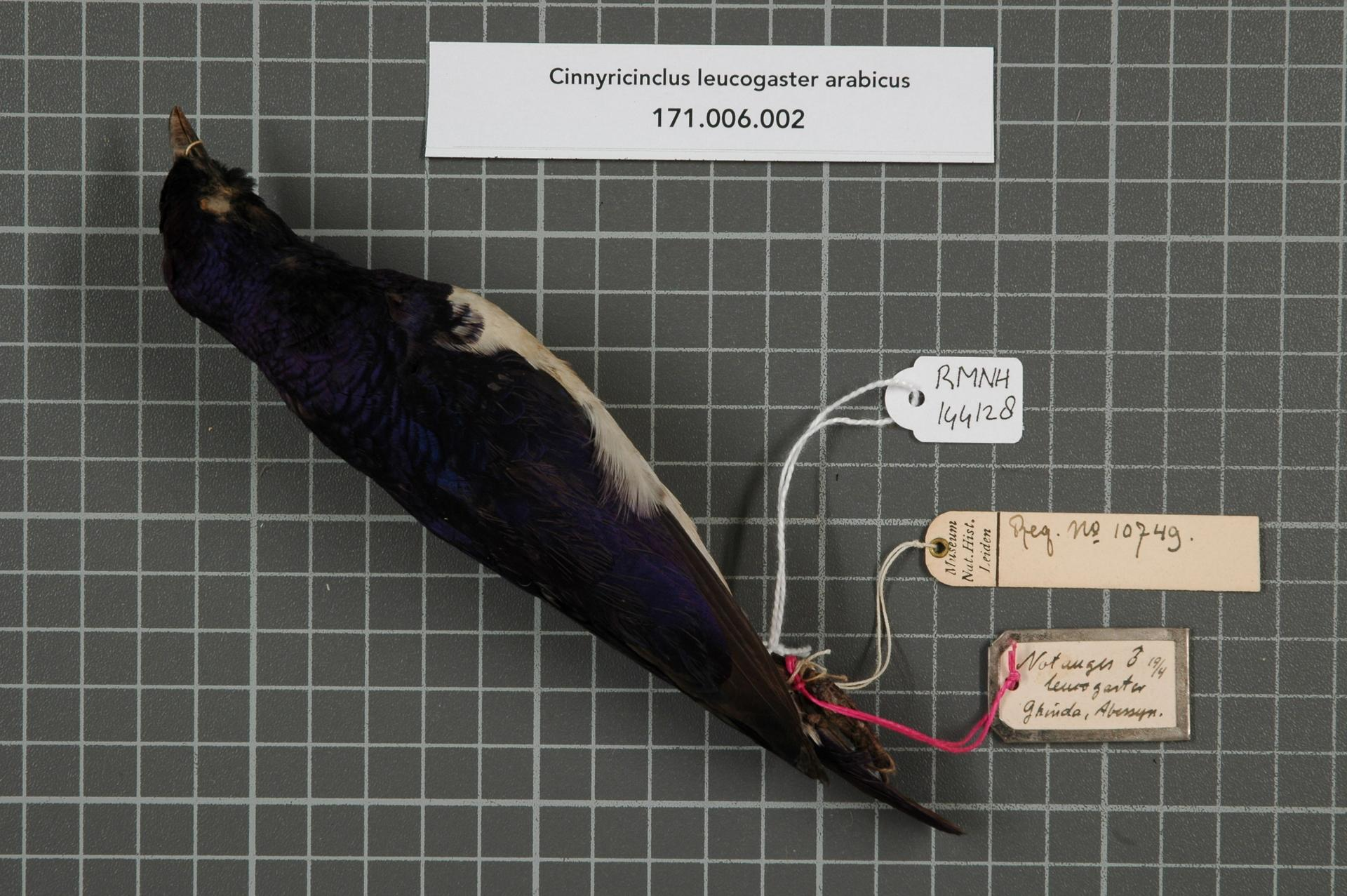
C. l. arabicus
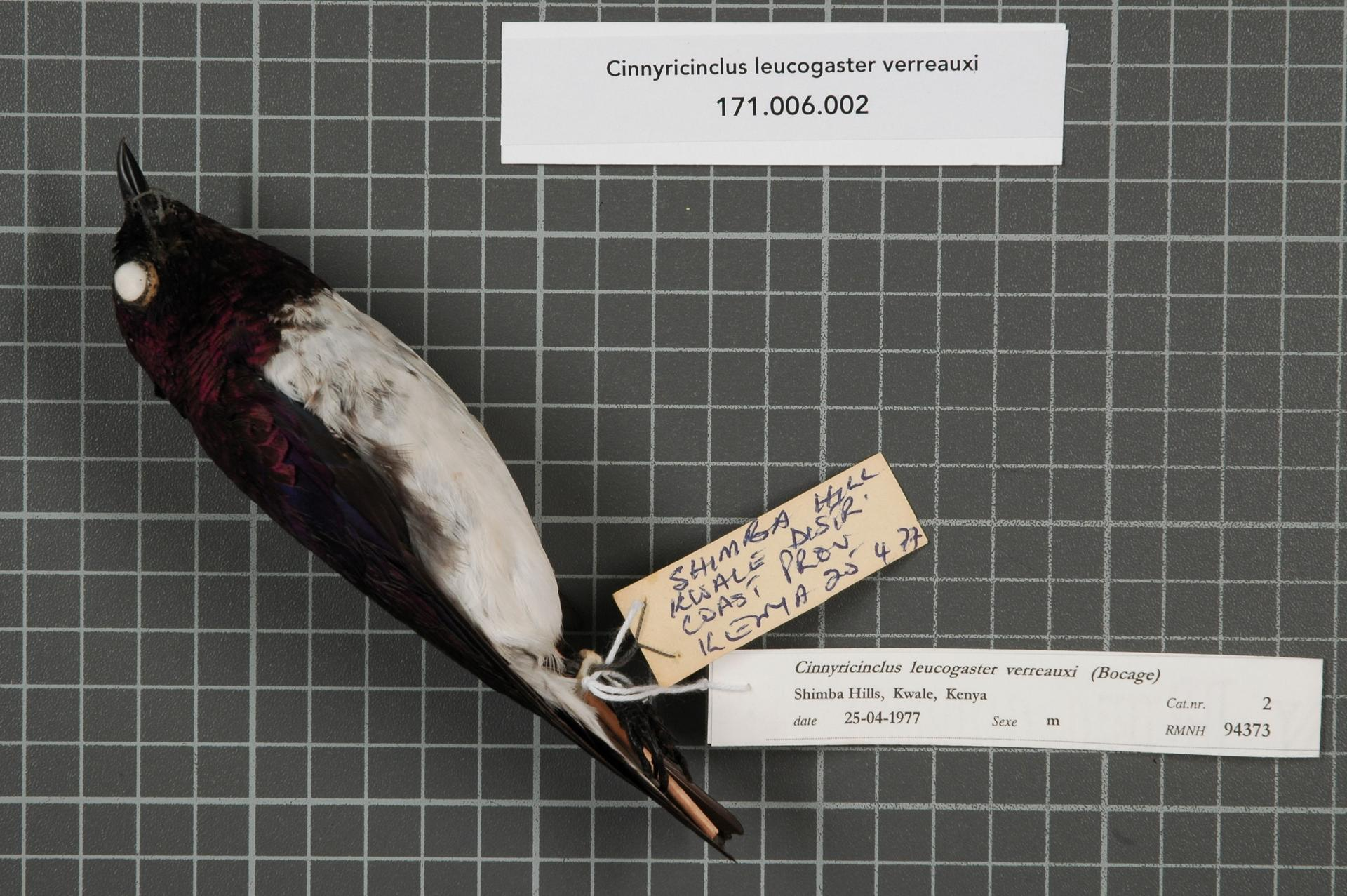
C. l. verreauxi

### Миграция
На большей части своего ареала аметистовые короткохвостые скворцы являются перелётными птицами, не мигрируют лишь некоторые из них. Птицы, которые гнездятся в регионе южнее рек Окаванго и Замбези, являются преимущественно мигрирующими, зимой в регионе их почти не остаётся. В более северных районах птицы осуществляют местные кочёвки либо сменяются на птиц из других регионов. Согласно исследованиям Макворт-Прейда и Гранта 1950 года южные птицы являются постоянными мигрантами, перелетая в центральные и южные районы Анголы, Намибию, Ботсвану, юго-восточные районы Конго, северо-восточные районы Замбии, Малави, Занзибар, на острова Мафия, в Мозамбик, Зимбабве и ЮАР. В то же время птицы в Кении и Танзании, скорее всего, не мигрируют, а в Судане, Эфиопии, Уганде и на севере Анголы они встречаются лишь за пределами сезона размножения.
Отмечавшиеся на севере Судана в период с апреля по август скворцы подвида C. l. arabicus, скорее всего, мигрировали через Красное море с Аравийского полуострова. На большей части Анголы птицы отсутствуют с ноября по март. В Малави, Замбии и Зимбабве их преимущественно отмечают с сентября по апрель, а в ЮАР — с октября по апрель. В то же время в горах Ливингстон в Замбии птицы широко распространены и в зимний период. Мигрирующие птицы были отмечены в провинции Катанга в ДР Конго во время перелёта в июле — августе и в феврале — марте. В Сомали птиц отмечали только в апреле, мае и сентябре. На западе Африки миграционное поведение демонстрируют птицы из Нигерии, Ганы, Того, Бенина и Буркина-Фасо.
По наблюдениям 1872 года первыми во время сезона дождей в Намибию прилетают самцы, в то время как согласно наблюдениям 1940 года начало сезона дождей приносит большие стаи самок и молодых птиц.

## Питание
Аметистовый короткохвостый скворец питается преимущественно плодами и насекомыми. Его рацион включает плоды таких растений, как каркас (Celtis), Carissa spinarum, Euclea divinorum, Apodytes dimidiata, Afrocanthium lactescens, Rotheca myricoides, сумах (Rhus), зизифус (Zizyphus), фикус (Ficus), Lannea, Boscia albitrunca, ремнецветник (Loranthus), Tapinanthus leendertziae, шелковица (Morus). Среди насекомых в основном преобладают термиты (Isoptera) и летающие муравьи (Formicidae).

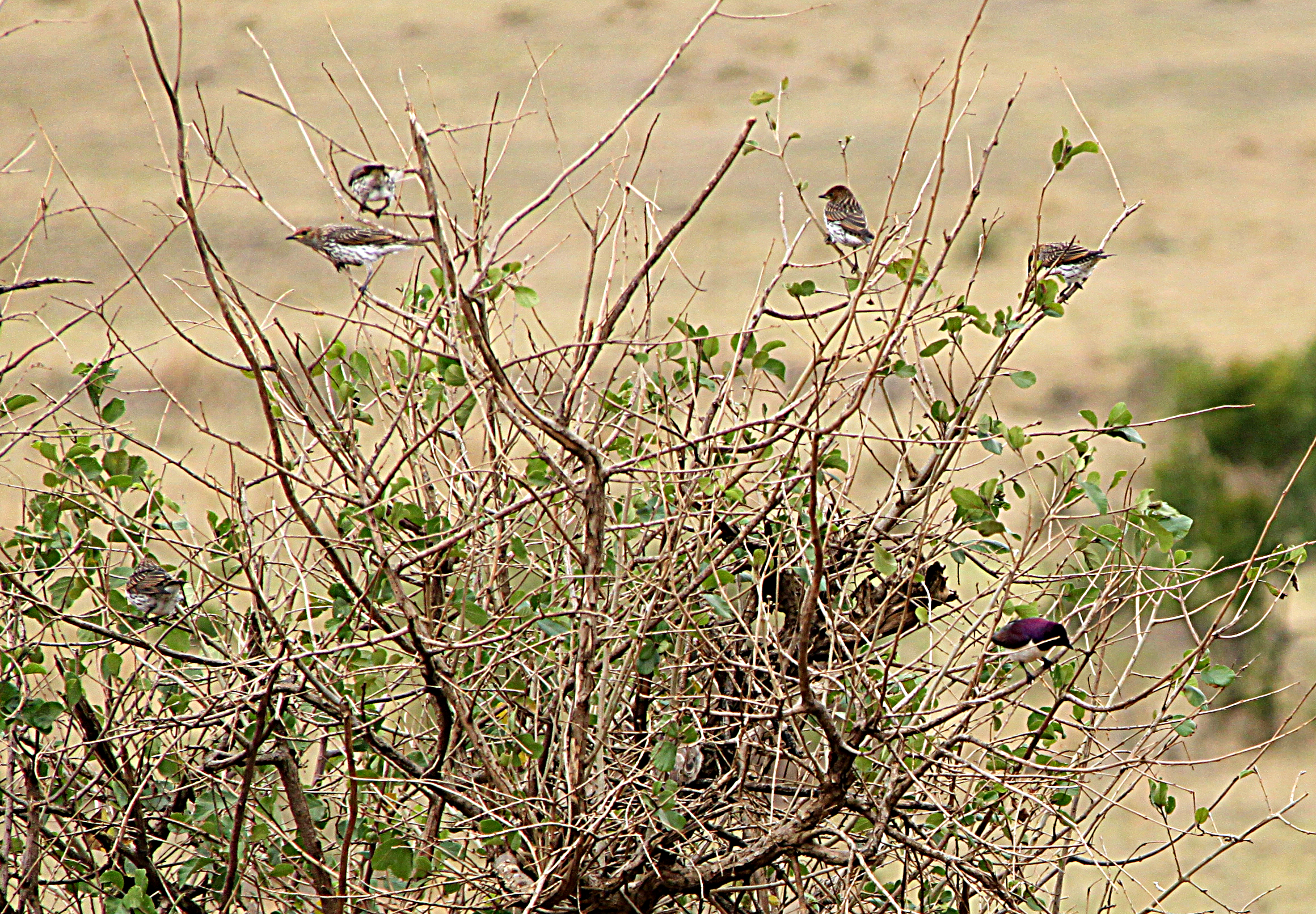
Стая птиц в Кении

В 1908 году в желудках птиц, полученных в Зимбабве, были обнаружены остатки каркаса и Rotheca myricoides, а также насекомых. Сообщения 1948 года с западных районов Африки указывали на ягоды зизифуса и крылатых муравьёв, в 1977 году из Камеруна — фрукты Lannea. В 1954 году на Аравийском полуострове рацион птиц включал фрукты фикуса и зизифуса, термитов, последние также были отмечены в 1972 году в рационе аметистовых короткохвостых скворцов в Зимбабве, в то время как данные по содержимому желудков птиц того же региона 1910 года включали семена бобовых (Fabaceae) и муравьёв. В Намибии в 1940 году отмечали птиц, кормящихся на Boscia albitrunca и ремнецветнике, а в 1960 году — на подокарпе (Podocarpus). В Габоне в 1986 году рацион включал Musanga; в Восточной Африке в 1939 году — Sapium и фикус; в ЮАР в 1930 году — ягоды санталоцветных (Santalales), в 1985 году — Tapinanthus leendertziae, в 1945 году — шелковицу белую (Morus alba).
В отличие от остальных скворцов, птицы мало времени проводят на земле и кормятся преимущественно на деревьях, даже в неволе. Они ловят насекомых в воздухе или собирают их с веток. Могут добывать корм парами или в стаях, которые также часто включают стального блестящего скворца (Lamprotornis chalybaeus), реже — рогатого скворца (Creatophora cinerea) в Кении. Иногда присоединяется к смешанным стаям, которые кормятся насекомыми на деревьях.
Аметистовый короткохвостый скворец после кормления срыгивает семена, оказывая существенное влияние на распространение Phragmanthera dschallensis в ЮАР.

## Размножение
Сезон размножения аметистового короткохвостого скворца может существенно варьировать в зависимости от региона. В Западной Африке сезон размножения приходится на март — май, на Аравийском полуострове — на март — апрель, в Танзании — на ноябрь — декабрь, в ДР Конго — на август — октябрь на севере (провинция Квилу) и июль — ноябрь на юго-востоке, в Замбии и Малави — на октябрь — ноябрь, в Южной Африке — на октябрь — январь, в Намибии — на февраль — март, в Кении — на март — июль (в других источниках — на март — май), в Анголе — на август — ноябрь (хотя однажды птенец был обнаружен в июне). В особенно засушливые годы в Малави учёные наблюдали птиц на гнёздах, при этом они не откладывали яйца.
Птицы моногамны. По наблюдениям в неволе и в дикой природе было отмечено, что самец около гнезда часто поёт и поочерёдно поднимает крылья, он также может наклоняться вперёд и делать от одного до трёх одновременных взмахов крыльями. Самка прыгает перед самцом и часто машет крыльями. По-видимому, движения крыльями играют важную роль в брачных ритуалах аметистового короткохвостого скворца.
Птицы устраивают гнёзда в расщелинах и дуплах деревьев или в полых стойках ограждений на высоте 2—6 м над землёй, изредка выбирают места на высоте менее 1 м или более 10 м, иногда селятся недалеко от строений. Могут использовать старые дупла дятлов (Picidae). В Намибии птицы соперничают за подходящие для гнёзд места с Tricholaema leucomelas и Passer griseus.
Обустройством гнезда занимаются и самец, и самка, укладывая в него навоз (зарегистрирован навоз осла, лошади и слона) и зеленые листья Euclea divinorum в Кении или маслины (Olea) в ЮАР. По одним наблюдениям, переносом навоза в гнездо занималась исключительно самка, по другим — вклад самца оценивался выше самки. В неволе пользуются скворечниками, преимущественно выкладывая их дно листьями и игнорируя навоз и другие доступные в авиариях материалы. В 1991 году в используемом скворечнике дно было выложено травой и веточками. В 1990 году аметистовый короткохвостый скворец устроил гнездо в скворечнике размером 38 см × 23 см × 13,75 см с диаметром входного отверстия 5 см, наполненном деревянной стружкой.
Кладка состоит из 2—4 яиц, чаще всего в кладке 3 бледно-голубых яйца с мелкими пурпурными или красновато-коричневыми пятнами, которые увеличиваются в размерах на толстом конце. Размеры яиц на основе 85 измерений, сделанных до 1983 года, составляли 22,9—26,7 мм × 15,5—19,2 мм, средняя масса — 3,9 г. Инкубация продолжается 12 дней в дикой природе и 12—14 дней в неволе, насиживанием занимается исключительно самка. Известно, что в гнёзда может подкладывать свои яйца малый медоуказчик (Indicator minor), в Кении, возможно, паразитом также является большой медоуказчик (Indicator indicator).

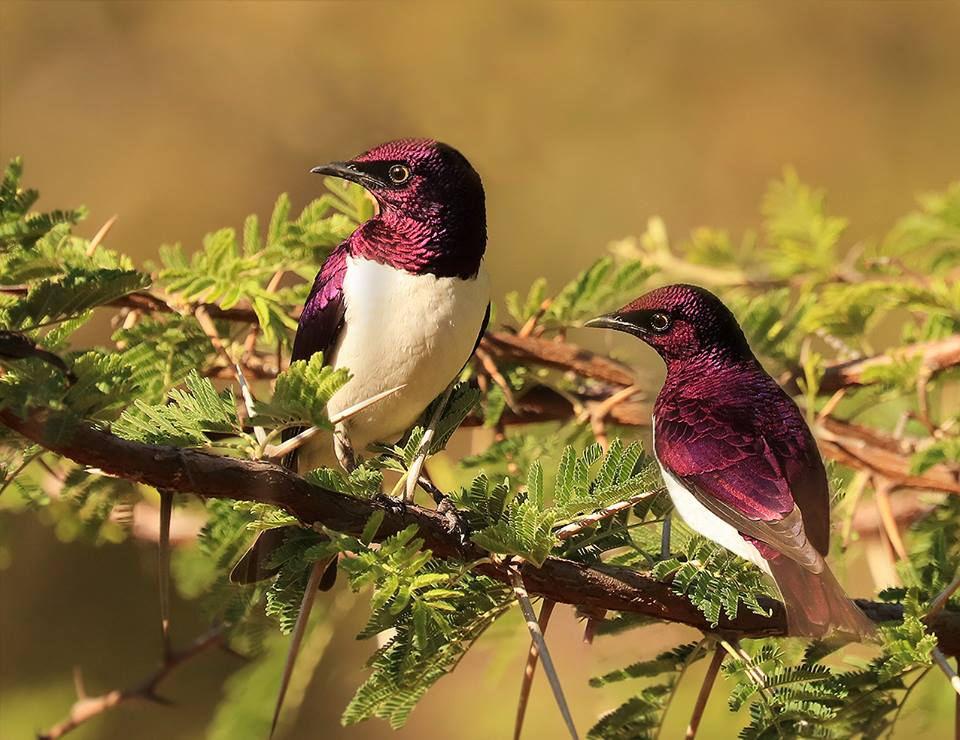
Самцы в ЮАР

После появления птенцов птицы продолжают приносить листья в гнездо; во время наблюдения размножения в неволе было отмечено, что птенец в скворечнике был почти полностью спрятан в листьях, и лишь его голова оставалась над ними. Птенцы остаются в гнезде около 21 дня (в неволе данные варьируют от 17 до 26 дней). В ходе наблюдения за развитием птенца исследователь Амслер отметил, что на девятый день голый птенец был размером с ощипанного воробья и мог забраться на кучу листьев в скворечнике. У него была тёмно-розовая кожа с чёрными отметинами в местах появления перьев на спине, крыльях и в других местах. Ещё через три дня перья распустились, напоминая цветом оперение самок с хорошо заметными прожилками на голове. На 17-й день птенец был полностью оперен.
Кормлением птенцов занимаются оба родителя, хотя вклад самки почти всегда существенно выше. Есть запись о том, что птенцов выкармливали два самца и одна самка, но кооперативное размножение, скорее всего, не является регулярным явлением. В то время как взрослые птицы в неволе могут питаться как фруктами, так и насекомыми, своих птенцов они кормят исключительно живым кормом. В неволе основным кормом для птенцов были мучные черви и муравьиные яйца.

## Систематика

Иллюстрация в работе Бюффона

Аметистовый короткохвостый скворец был описан нидерландским натуралистом Питером Боддертом в 1783 году под названием Turdus leucogaster, но ещё в 1775 году описание птицы без латинского названия и её иллюстрация появились в работе французского натуралиста Бюффона.
Род был описан французским натуралистом Рене Примевером Лессоном в 1840 году, который включил в него, помимо Cinnyricinclus leucogaster, ещё два вида. В 1906 году британский орнитолог Джордж Эрнест Шелли включил в род C. leucogaster, C. fischeri, C. sharpii и C. femoralis. Позднее C. fischeri, описанный им же в 1889 году на основании самца с Килиманджаро, и C. femoralis, описанный Ричмондом в 1897 году, были признаны синонимами. В 1943 году американский орнитолог Дин Амадон отнёс к роду три оставшихся вида, хотя и посчитал, что C. sharpii и C. femoralis находятся в более близком родстве. Такая классификация была поддержана Берил Патрисией Холл и Реджинальдом Эрнестом Моро в 1970 году, которые отмечали общие характеристики ювенального оперения, и Чарлзом Сибли и Бёртом Монро (Burt Monroe) в 1990 году и Робертом Даусеттом (Robert J Dowsett) и Алеком Форбс-Уотсоном (Alec D. Forbes-Watson) в 1993 году. Вместе с тем существенные различия в меланиновой структуре и наблюдаемый у аметистового короткохвостого скворца половой диморфизм позволили Уильяму Склейтеру в 1930 году рассматривать род короткохвостых скворцов как монотипический. Подобной классификации придерживается и IOC, который полагает род монотипичным.
Согласно классификации IOC различают три подвида аметистового короткохвостого скворца:
- Cinnyricinclus leucogaster arabicus Grant, Mackworth-Praed, 1942 — от восточных районов Судана до северо-западных Сомали и Аравийского полуострова;
- Cinnyricinclus leucogaster leucogaster (Boddaert , 1783) — от Сенегала и Гамбии до Эфиопии, Кении и Танзании;
- Cinnyricinclus leucogaster verreauxi (Finsch, Hartlaub, 1870) — от южных районов ДР Конго до западных районов Танзании, далее на юг до Ботсваны, северо-восточных районов ЮАР и Мозамбика.

Согласно исследованиям митохондриальной ДНК, опубликованным Ирби Ловетт (Irby J. Lovette) и Дастином Рубенштейном (Dustin R. Rubenstein) в 2007 году, аметистовый короткохвостый скворец является сестринским таксоном с Hartlaubius auratus, ранее включаемым в род Saroglossa; учёные предположили, что оба эти вида относятся к базальным таксонам семейства. В то же время Poeoptera femoralis, в работе включённый в род Cinnyricinclus, близок со скворцами рода Poeoptera, в том числе с Poeoptera sharpii, в работе рассматриваемым как Pholia sharpii. Выстраивая классификацию внутри семейства скворцов, учёные отнесли аметистового короткохвостого скворца и Hartlaubius auratus к одной группе, а 34 вида, включающих представителей родов блестящие скворцы (Lamprotornis), Spreo (позднее включённых в Lamprotornis), Poeoptera, Pholia (позднее включённых в Poeoptera), Grafisia, зеркальные скворцы (Speculipastor), белокрылые скворцы (Neocichla), а также ещё по одному виду родов Cinnyricinclus (позднее включённому в Poeoptera) и Saroglossa (признанному монотипическим), — к группе «африканских» скворцов (англ. African Starlings). Эту обширную группу также называют «блестящими» скворцами.